# Rose Wood
Rose Wood (New York, 21 juni 1845 – Tenafly, 7 maart 1932) was een Amerikaanse toneelactrice en danseres. Ze was de grootmoeder van de actrices Constance, Barbara en Joan Bennett.

## Biografie
Wood werd geboren als Rosabel Wood in New York op 21 juni 1845 als dochter van het acteurskoppel William F. Wood en Sarah Campbell. Ze was danseres in het Arch Street Theatre in Philadelphia. Op Broadway danste ze in het ballet The Naiad Queen in het Winter Garden Theatre. Ze was ook jarenlang de leading lady in het theatergezelschap van Lester Wallack. In 1918 was ze te zien in de stomme film Sylvia on a Spree.
In 1865 trouwde Wood met acteur Lewis Morrison. Het paar kreeg drie kinderen: Rosabel, Adrienne en Victor Morrison. Haar beide dochters traden in haar voetsporen en werden toneelactrice. In 1886 gingen Morrison en Wood uit elkaar. De scheiding was definitief in 1890.
Wood overleed op 7 maart 1932 op 82-jarige leeftijd.